# Mi Na
Mi Na (née le 5 août 1986 à Shijiazhuang) est une athlète handisport chinoise sextuple championne paralympique dans les disciplines du lancer du poids et lancer du disque en catégorie F37 et F38 aux Jeux paralympiques dont ceux de Paris 2024.
En 2016, elle bat son propre record du monde de lancer du disque avec un lancer à 37,60 m.